# Beladice
Beladice és un poble i municipi d'Eslovàquia que es troba a la regió de Nitra, al sud-oest del país. El 2021 tenia 1.666 habitants.

## Història
És esmentat per primera vegada el 1156.

## Demografia
| Godina             | 1994 | 2004   | 2014   | 2024    |
| ------------------ | ---- | ------ | ------ | ------- |
| Nombre de persones | 1544 | 1519   | 1603   | 1768    |
| Diferència         |      | −1,61% | +5,52% | +10,29% |

| Godina             | 2023 | 2024   |
| ------------------ | ---- | ------ |
| Nombre de persones | 1723 | 1768   |
| Diferència         |      | +2,61% |